# Karlsruher Sport-Club Mühlburg-Phönix 1979-1980
Questa voce raccoglie le informazioni riguardanti il Karlsruher Sport-Club Mühlburg-Phönix nelle competizioni ufficiali della stagione 1979-1980.

## Stagione
Nella stagione 1979-1980 il Karlsruhe, allenato da Manfred Krafft, concluse il campionato di 2. Bundesliga al 2º posto. In Coppa di Germania il Karlsruhe fu eliminato agli ottavi di finale dal Fortuna Düsseldorf.

## Rosa
| N. |                     | Ruolo | Calciatore            |
| -- | ------------------- | ----- | --------------------- |
|    | Germania (bandiera) | P     | Peter Gadinger        |
|    | Germania (bandiera) | P     | Rudi Wimmer           |
|    | Germania (bandiera) | D     | Edmund Becker         |
|    | Germania (bandiera) | D     | Peter Becker          |
|    | Germania (bandiera) | D     | Gerhard Busch         |
|    | Germania (bandiera) | D     | Rolf Dohmen           |
|    | Germania (bandiera) | D     | Stephan Groß          |
|    | Germania (bandiera) | D     | Hermann Kohlenbrenner |
|    | Germania (bandiera) | D     | Karl-Heinz Struth     |

| N. |                     | Ruolo | Calciatore       |
| -- | ------------------- | ----- | ---------------- |
|    | Germania (bandiera) | D     | Rainer Ulrich    |
|    | Germania (bandiera) | C     | Helmut Behr      |
|    | Germania (bandiera) | C     | Gerhard Bold     |
|    | Germania (bandiera) | C     | Uwe Dittus       |
|    | Germania (bandiera) | C     | Michael Harforth |
|    | Germania (bandiera) | C     | Wilfried Trenkel |
|    | Germania (bandiera) | C     | Martin Wiesner   |
|    | Germania (bandiera) | A     | Emanuel Günther  |
|    | Germania (bandiera) | A     | Raimund Krauth   |

## Organigramma societario
Area tecnica
- Allenatore: Manfred Krafft
- Allenatore in seconda:
- Preparatore dei portieri:
- Preparatori atletici:

## Calciomercato

### Sessione estiva
| Acquisti | Acquisti        | Acquisti           | Acquisti |
| R.       | Nome            | da                 | Modalità |
| -------- | --------------- | ------------------ | -------- |
| A        | Emanuel Günther | Fortuna Düsseldorf |          |

| Cessioni | Cessioni         | Cessioni   | Cessioni |
| R.       | Nome             | a          | Modalità |
| -------- | ---------------- | ---------- | -------- |
| P        | Herbert Heider   | Norimberga |          |
| A        | Uwe Höfer        | Schalke 04 |          |
| C        | Wolfgang Schüler | Friburgo   |          |

### Sessione invernale
| Acquisti | Acquisti | Acquisti | Acquisti |
| R.       | Nome     | da       | Modalità |
| -------- | -------- | -------- | -------- |

| Cessioni | Cessioni | Cessioni | Cessioni |
| R.       | Nome     | a        | Modalità |
| -------- | -------- | -------- | -------- |

## Risultati

### 2. Bundesliga

#### Girone di andata
| Würzburg 28 luglio 1979 1ª giornata | FV Würzburg 04 | 0 – 0 referto | Karlsruhe | Stadion an der Frankfurter Straße (6 000 spett.)\| Arbitro: \| Regneri \| |
| Arbitro:                            | Regneri        |               |           |                                                                           |

| Arbitro: | Dölfel |

|                           |           |              |
| Günther 50’, 65’ Behr 89’ | Marcatori | 74’ Allgöwer |

| Arbitro: | Schumann |

|                                   |           |                               |
| Stadler 32’ Hartmann 42’ Ruhs 60’ | Marcatori | 24’ (rig.) Struth 55’ Günther |

| Arbitro: | Quindeau |

|                                                   |           |  |
| Günther 3’ Struth 7’ (rig.) Dohmen 53’ Krauth 84’ | Marcatori |  |

| Arbitro: | Correll |

|                                |           |             |
| Krause 37’ Franusch 87’ (rig.) | Marcatori | 12’ Günther |

| Arbitro: | Hontheim |

|                             |           |                  |
| Groß 2’ Krauth 32’ Bold 40’ | Marcatori | 66’ (rig.) Pradt |

| Arbitro: | Theobald |

|  |           |                                |
|  | Marcatori | 6’ Bold 31’ Günther 75’ Struth |

| Arbitro: | Dücker |

|                                        |           |                  |
| Krauth 25’ Günther 28’, 50’ Dohmen 74’ | Marcatori | 65’, 85’ Aumeier |

| Arbitro: | Langhans |

|           |           |  |
| Reich 89’ | Marcatori |  |

| Arbitro: | Ross |

|                 |           |              |
| Krauth 25’, 27’ | Marcatori | 40’ Fritsche |

| Arbitro: | Schmidhuber |

|                         |           |  |
| Trenkel 65’, 75’ (rig.) | Marcatori |  |

| Arbitro: | Röder |

|                                 |           |                                                      |
| Mattern 14’ Wesseler 25’ (rig.) | Marcatori | 32’ Günther 58’ (rig.) Struth 61’ Wiesner 79’ Krauth |

| Arbitro: | Dahler |

|                       |           |            |
| Günther 9’ Struth 80’ | Marcatori | 21’ Szupak |

| Arbitro: | Luca |

|             |           |  |
| Günther 87’ | Marcatori |  |

| Arbitro: | Dreher |

|             |           |                                        |
| Schäfer 90’ | Marcatori | 8’ Struth 26’ Trenkel 52’, 80’ Günther |

| Arbitro: | Sahner |

|                          |           |  |
| Harforth 44’ Günther 89’ | Marcatori |  |

| Arbitro: | Kuhn |

|                         |           |                                 |
| Sandhowe 2’ Sarroca 76’ | Marcatori | 24’ Bold 48’ Struth 87’ Günther |

| Arbitro: | Regneri |

|  |           |            |
|  | Marcatori | 57’ Susser |

| Arbitro: | Dreher |

|                      |           |                                             |
| Denz 49’ Eickels 75’ | Marcatori | 7’ Dittus 27’ Dohmen 79’ Krauth 83’ Wiesner |

| Arbitro: | Kühne |

|                        |           |                        |
| Wiesner 8’ Günther 10’ | Marcatori | 35’ Seubert 52’ Schulz |

| 23 dicembre 1979 21ª giornata |  | – Turno di riposo |  |  |

#### Girone di ritorno
| Arbitro: | Nickel |

|             |           |               |
| Günther 68’ | Marcatori | 83’ Bruckhoff |

| Arbitro: | Schmidhuber |

|                       |           |            |
| Nickel 24’ Alhaus 86’ | Marcatori | 62’ Becker |

| Arbitro: | Hellwig |

|                                                                                         |           |  |
| Becker 7’, 32’ Wiesner 28’ Bold 42’, 67’, 87’ Günther 52’, 58’ Harforth 59’ Trenkel 70’ | Marcatori |  |

| Arbitro: | Aldinger |

|                            |           |                              |
| Breuer 4’ Brendel 15’, 40’ | Marcatori | 11’ Becker 59’ Groß 63’ Bold |

| Arbitro: | Ferro |

|                 |           |            |
| Struth 30’, 84’ | Marcatori | 66’ Knecht |

| Arbitro: | Ross |

|                  |           |                     |
| Pradt 85’ (rig.) | Marcatori | 50’ Groß 71’ Struth |

| Arbitro: | Föckler |

|                                  |           |  |
| Dittus 40’ Krauth 70’ Struth 77’ | Marcatori |  |

| Arbitro: | Huster |

|                         |           |                                  |
| Hoffmann 21’ Wagner 75’ | Marcatori | 14’ Bold 27’ Becker 31’ Harforth |

| Arbitro: | Dellwing |

|                                   |           |  |
| Groß 22’ Struth 37’, 85’ Bold 47’ | Marcatori |  |

| Arbitro: | Wilhelmi |

|                               |           |  |
| Klinge 35’ Quasten 90’ (rig.) | Marcatori |  |

| Arbitro: | Linn |

|            |           |                              |
| Ludwig 66’ | Marcatori | 4’ Groß 10’ Struth 49’ Busch |

| 12 aprile 1980 33ª giornata |  | – Turno di riposo |  |  |

| Arbitro: | Hontheim |

|                                        |           |                   |
| Struth 65’ Günther 69’, 80’ Krauth 83’ | Marcatori | 19’, 54’ Oehrlein |

| Arbitro: | Dellwing |

|                        |           |          |
| Kohnle 74’ (rig.), 78’ | Marcatori | 29’ Bold |

| Arbitro: | Quindeau |

|                                       |           |                                 |
| Müllner 15’ Hermandung 43’ Brinsa 73’ | Marcatori | 2’, 61’ Krauth 53’, 64’ Günther |

| Arbitro: | Kuhn |

|                        |           |           |
| Dohmen 67’ Günther 83’ | Marcatori | 77’ Stöhr |

| Arbitro: | Ermer |

|                                     |           |  |
| Bechtold 41’ Kalb 66’ Cestonaro 90’ | Marcatori |  |

| Arbitro: | Pickard |

|                                                      |           |                       |
| Wiesner 1’ Günther 17’ Groß 27’ (rig.), 44’ Bold 64’ | Marcatori | 26’ Hofmann 45’ Klein |

| Arbitro: | Tritschler |

|                    |           |          |
| Weyerich 3’ (rig.) | Marcatori | 63’ Groß |

| Arbitro: | Aldinger |

|                                                |           |                     |
| Wiesner 55’ Günther 57’, 70’ Groß 62’ Bold 74’ | Marcatori | 71’ Denz 76’ Künkel |

| Arbitro: | Joos |

|            |           |                                       |
| Ludwig 46’ | Marcatori | 7’ Krauth 36’ Becker 69’, 88’ Günther |

### Coppa di Germania
| Arbitro: | Ulm |

|                                             |           |            |
| Krauth 10’, 74’, 81’ Struth 50’ Günther 54’ | Marcatori | 75’ Zitzer |

| Arbitro: | Correll |

|               |           |          |
| Ruhdorfer 86’ | Marcatori | 78’ Groß |

| Arbitro: | Wohlfarth |

|                             |           |  |
| Krauth 22’, 44’ Wiesner 42’ | Marcatori |  |

| Arbitro: | Treib |

|           |           |  |
| Behr 113’ | Marcatori |  |

| Arbitro: | Brückner |

|                                   |           |                                                 |
| Struth 58’, 81’ (rig.) Becker 74’ | Marcatori | 23’ Allofs 41’, 80’ Allofs 43’ Weikl 77’ Köhnen |

## Statistiche

### Statistiche di squadra
| Competizione      | Punti | In casa | In casa | In casa | In casa | In casa | In casa | In trasferta | In trasferta | In trasferta | In trasferta | In trasferta | In trasferta | Totale | Totale | Totale | Totale | Totale | Totale | DR  |
| Competizione      | Punti | G       | V       | N       | P       | Gf      | Gs      | G            | V            | N            | P            | Gf           | Gs           | G      | V      | N      | P      | Gf     | Gs     | DR  |
| ----------------- | ----- | ------- | ------- | ------- | ------- | ------- | ------- | ------------ | ------------ | ------------ | ------------ | ------------ | ------------ | ------ | ------ | ------ | ------ | ------ | ------ | --- |
| 2. Bundesliga     | 59    | 20      | 17      | 2       | 1       | 61      | 18      | 20           | 10           | 3            | 7            | 43           | 34           | 40     | 27     | 5      | 8      | 104    | 52     | +52 |
| Coppa di Germania | -     | 4       | 3       | 0       | 1       | 12      | 6       | 1            | 0            | 1            | 0            | 1            | 1            | 5      | 3      | 1      | 1      | 13     | 7      | +6  |
| Totale            | 59    | 24      | 20      | 2       | 2       | 73      | 24      | 21           | 10           | 4            | 7            | 44           | 35           | 45     | 30     | 6      | 9      | 117    | 59     | +58 |

### Andamento in campionato
| Giornata  | 1  | 2 | 3  | 4 | 5 | 6 | 7 | 8 | 9 | 10 | 11 | 12 | 13 | 14 | 15 | 16 | 17 | 18 | 19 | 20 | 21 | 22 | 23 | 24 | 25 | 26 | 27 | 28 | 29 | 30 | 31 | 32 | 33 | 34 | 35 | 36 | 37 | 38 | 39 | 40 | 41 | 42 |
| --------- | -- | - | -- | - | - | - | - | - | - | -- | -- | -- | -- | -- | -- | -- | -- | -- | -- | -- | -- | -- | -- | -- | -- | -- | -- | -- | -- | -- | -- | -- | -- | -- | -- | -- | -- | -- | -- | -- | -- | -- |
| Luogo     | T  | C | T  | C | T | C | T | C | T | C  | C  | T  | C  | C  | T  | C  | T  | C  | T  | C  |    | C  | T  | C  | T  | C  | T  | C  | T  | C  | T  | T  |    | C  | T  | T  | C  | T  | C  | T  | C  | T  |
| Risultato | N  | V | P  | V | P | V | V | V | P | V  | V  | V  | V  | V  | V  | V  | V  | P  | V  | N  |    | N  | P  | V  | N  | V  | V  | V  | V  | V  | P  | V  |    | V  | P  | V  | V  | P  | V  | N  | V  | V  |
| Posizione | 10 | 2 | 10 | 5 | 8 | 4 | 2 | 2 | 4 | 2  | 2  | 2  | 1  | 1  | 1  | 1  | 1  | 1  | 1  | 1  | 1  | 2  | 2  | 2  | 2  | 2  | 2  | 2  | 2  | 1  | 2  | 2  | 2  | 2  | 2  | 2  | 2  | 2  | 2  | 2  | 2  | 2  |

Legenda:

Luogo: C = Casa; T = Trasferta. Risultato: V = Vittoria; N = Pareggio; P = Sconfitta.

### Statistiche dei giocatori
| Giocatore        | 2. Bundesliga | 2. Bundesliga | 2. Bundesliga | 2. Bundesliga | Relegation Bundesliga | Relegation Bundesliga | Relegation Bundesliga | Relegation Bundesliga | Coppa di Germania | Coppa di Germania | Coppa di Germania | Coppa di Germania | Totale   | Totale | Totale      | Totale     |
| Giocatore        | Presenze      | Reti          | Ammonizioni   | Espulsioni    | Presenze              | Reti                  | Ammonizioni           | Espulsioni            | Presenze          | Reti              | Ammonizioni       | Espulsioni        | Presenze | Reti   | Ammonizioni | Espulsioni |
| ---------------- | ------------- | ------------- | ------------- | ------------- | --------------------- | --------------------- | --------------------- | --------------------- | ----------------- | ----------------- | ----------------- | ----------------- | -------- | ------ | ----------- | ---------- |
| E. Becker        | 25            | 6             | 2             | 0             | 1                     | 0                     | 0                     | 0                     | 2                 | 1                 | 0                 | 0                 | 28       | 7      | 2           | 0          |
| P. Becker        | 3             | 0             | 1             | 0             | 0                     | 0                     | 0                     | 0                     | 1                 | 0                 | 0                 | 0                 | 4        | 0      | 1           | 0          |
| H. Behr          | 16            | 1             | 0             | 0             | 1                     | 0                     | 0                     | 0                     | 4                 | 1                 | 0                 | 0                 | 21       | 2      | 0           | 0          |
| G. Bold          | 37            | 12            | 3             | 0             | 2                     | 0                     | 0                     | 0                     | 5                 | 0                 | 1                 | 0                 | 44       | 12     | 4           | 0          |
| G. Busch         | 16            | 1             | 1             | 0             | 0                     | 0                     | 0                     | 0                     | 1                 | 0                 | 0                 | 0                 | 17       | 1      | 1           | 0          |
| U. Dittus        | 32            | 2             | 2             | 0             | 2                     | 1                     | 0                     | 0                     | 4                 | 0                 | 1                 | 0                 | 38       | 3      | 3           | 0          |
| R. Dohmen        | 36            | 4             | 6             | 0             | 2                     | 0                     | 0                     | 0                     | 4                 | 0                 | 0                 | 1                 | 42       | 4      | 6           | 1          |
| P. Gadinger      | 1             | 0             | 0             | 0             | 0                     | 0                     | 0                     | 0                     | 0                 | 0                 | 0                 | 0                 | 1        | 0      | 0           | 0          |
| S. Groß          | 38            | 9             | 4             | 2             | 2                     | 1                     | 1                     | 0                     | 5                 | 1                 | 1                 | 0                 | 45       | 11     | 6           | 2          |
| E. Günther       | 39            | 29            | 3             | 0             | 2                     | 1                     | 1                     | 0                     | 5                 | 1                 | 1                 | 0                 | 46       | 31     | 5           | 0          |
| M. Harforth      | 19            | 3             | 2             | 0             | 0                     | 0                     | 0                     | 0                     | 2                 | 0                 | 0                 | 1                 | 21       | 3      | 2           | 1          |
| H. Kohlenbrenner | 23            | 0             | 3             | 0             | 2                     | 0                     | 0                     | 0                     | 3                 | 0                 | 0                 | 0                 | 28       | 0      | 3           | 0          |
| R. Krauth        | 37            | 12            | 1             | 0             | 2                     | 1                     | 0                     | 0                     | 4                 | 5                 | 0                 | 0                 | 43       | 18     | 1           | 0          |
| K. Struth        | 37            | 15            | 1             | 0             | 2                     | 1                     | 1                     | 0                     | 5                 | 3                 | 0                 | 0                 | 44       | 19     | 2           | 0          |
| W. Trenkel       | 32            | 4             | 0             | 0             | 2                     | 0                     | 0                     | 0                     | 5                 | 0                 | 0                 | 0                 | 39       | 4      | 0           | 0          |
| R. Ulrich        | 21            | 0             | 2             | 0             | 2                     | 0                     | 1                     | 0                     | 3                 | 0                 | 0                 | 0                 | 26       | 0      | 3           | 0          |
| M. Wiesner       | 38            | 6             | 4             | 0             | 2                     | 0                     | 0                     | 0                     | 5                 | 1                 | 0                 | 0                 | 45       | 7      | 4           | 0          |
| R. Wimmer        | 39            | 0             | 0             | 0             | 2                     | 0                     | 0                     | 0                     | 5                 | 0                 | 0                 | 0                 | 46       | 0      | 0           | 0          |